# Brian Stableford
Brian Michael Stableford (Shipley, 1948. július 25. – 2024. február 24.) angol tudományos-fantasztikus szerző, kritikus.

## Életpályája
Biológiai diplomáját 1969-ben szerezte a York-i Egyetemen, ezután posztgraduális képzés keretében biológiai és szociológiai kutatásokat folytatott. 1979-ben The Sociology of Science Fiction című esszéjével tudományos fokozatot szerzett. 1988-ig a Readingi Egyetemen szociológiát tanított, azóta főállású író illetve részmunkaidőben több egyetemen tanár olyan témákban, mint például a kreatív írás. Kétszer nősült, első házasságából egy fia és egy lánya született.
Több, mint hetven tudományos-fantasztikus regényt írt. Eleinte Brian M. Stableford néven publikált, később a középső kezdőbetűt elhagyta, s a Brian Stableford nevet használta. Néhány nagyon korai munkájánál a Brian Craig álnevet is használta, ez az álnév pár újabb alkotásánál is felbukkan. Az álnév az ő és egy 1960-as években megismert barátja, Craig A. Mackintoish nevéből származik, akivel közösen jelentette meg néhány korai művét. 1995-ben Hugo-díjra jelölték a legjobb novella kategóriájában, 1999-ben Pilgrim-díjat kapott.

## Magyarul megjelent művei
- A mérnök és az ítélet-végrehajtó (novella, Galaktika 46., 1982
- Minipercek (novella, X Magazin II/2, 1997)
- Gyász (novella, Fényévek 2. c. antológia, N & N kiadó, 1998, ISBN 9638587520)
- Az igazság Pickmanről (novella, Árnyak az időn túlról c. antológia, TBA Könyvek, 2020, ISBN 9786156181046)

## Fordítás
- Ez a szócikk részben vagy egészben  a   Brian Stableford című angol Wikipédia-szócikk ezen változatának fordításán alapul.  Az eredeti cikk szerkesztőit annak laptörténete sorolja fel. Ez a jelzés csupán a megfogalmazás eredetét és a szerzői jogokat jelzi, nem szolgál a cikkben szereplő információk forrásmegjelöléseként.